# Las Torretes
Las Torretes son unas construcciones protegidas como bien cultural de interés local a medio camino de los núcleos de San Pol de Mar y Calella (el Maresme). Se encuentran sobre una colina junto al mar (llamado precisamente las Torretas), al sur del núcleo urbano de Calella, y son visibles desde toda la playa.

## Arquitectura
Son edificios de planta cuadrada. La primera de las torretas, de más hacia el mar, no es tan alta como la otra; edificada con muchas aspilleras, se nota una estructura militar. Hay vestigios de un foso en el entorno. La segunda torreta, situada a pocos metros más hacia el lado de montaña, es de tipo civil. Ambas tienen dos pisos y azotea. La construcción es toda de piedra -maçoneria- rebozada.

## Historia
Las torretas, o torres ópticas, fueron construidas por el servicio de transmisiones como telégrafos ópticos. Funcionaban por medio de un sistema de señales. La primera fue edificada en 1848, y era servida por un destacamento de tropa; la segunda fue construida en 1857, y era utilizada por funcionarios paisanos, pero apenas entró en funcionamiento, para que en 1861 llegaba el tren de vapor en Calella. Las torretas, en completo abandono, expuestas a las inclemencias de la naturaleza y la falta de civismo, han acabado en estado de ruina. El 25 de mayo de 1988 fueron incorporadas al Plan Especial de Protección y Conservación del Patrimonio Artístico de Calella 02/24/1982). Últimamente han sido restauradas y apuntaladas para afianzar los restos.